# Lawrence Titimur
Lawrence Titimur, né en 1955, est un avocat et syndicaliste papou-néo-guinéen.

## Biographie
Originaire de Nouvelle-Bretagne orientale, il grandit durant l'ère coloniale australienne et est scolarisé à Rabaul. Son père, Epineri Titimur, est un élu de Nouvelle-Bretagne orientale à la Chambre d'Assemblée de la colonie de 1968 à 1972. De 1969 à 1972, Lawrence Titimur poursuit sa scolarité à Orange, en Nouvelle-Galles du Sud en Australie. Il étudie ensuite le droit à l'université de Papouasie-Nouvelle-Guinée.
La Papouasie-Nouvelle-Guinée accède à l'indépendance en 1975, et Lawrence Titimur est employé au bureau des relations industrielles et des conditions de travail de la Commission du Service public. En 1986, sur proposition de Henry Moses, il devient le secrétaire général du Congrès des syndicats de Papouasie-Nouvelle-Guinée (PNGTUC). Il occupe cette fonction six ans, et en 1987 c'est en tant qu'avocat qu'il défend les ouvriers de la mine d'Ok Tedi. Durant les premières années de sa direction du Congrès des syndicats, le PNGTUC se consolide, passant de 8% des travailleurs et 22% (douze) des syndicats affiliés à 33% et 82% (quarante syndicats). Au début des années 1990, toutefois, le PNGTUC périclite au point de n'avoir plus « ni fonds, ni véhicules ni locaux ». C'est alors au successeur de Lawrence Titimur, John Paska, de rebâtir progressivement le Congrès.